# Liste des cathédrales du Tocantins
Cet article recense les cathédrales du Tocantins au Brésil.

## Généralités
Du point de vue de l'Église catholique, l'État de Tocantins est administré par un archidiocèse et cinq diocèses. Au total, l'État compte cinq cathédrales et une pro-cathédrale.

## Liste
| Édifice                               | Ville                 | Juridiction                | Coordonnées                        | Illus. |
| ------------------------------------- | --------------------- | -------------------------- | ---------------------------------- | ------ |
| Notre-Dame-du-Perpétuel-Secours       | Cristalândia          | Cristalândia (pt)          | 10° 35′ 52″ sud, 49° 11′ 35″ ouest |        |
| Sainte-Thérèse-de-l'Enfant-Jésus (id) | Miracema do Tocantins | Miracema do Tocantins (pt) | 9° 34′ 06″ sud, 48° 23′ 32″ ouest  |        |
| Saint-Esprit (pt)                     | Palmas                | Palmas                     | 10° 11′ 10″ sud, 48° 19′ 56″ ouest |        |
| Notre-Dame-de-Miséricorde (id)        | Porto Nacional        | Porto Nacional (pt)        | 10° 42′ 28″ sud, 48° 25′ 02″ ouest |        |
| Notre-Dame-de-Consolation (id)        | Tocantinópolis        | Tocantinópolis (pt)        | 6° 20′ 38″ sud, 47° 25′ 25″ ouest  |        |

### Pro-cathédrale
| Édifice         | Ville     | Juridiction    | Notes                                                              | Coordonnées                       | Illus. |
| --------------- | --------- | -------------- | ------------------------------------------------------------------ | --------------------------------- | ------ |
| Saint-Sébastien | Araguaína | Araguaína (pt) | Cathédrale provisoire ; le diocèse a été établi le 31 janvier 2023 | 7° 11′ 52″ sud, 48° 12′ 12″ ouest |        |